# ساموا-سور-سن
ساموا-سور-سن (به فرانسوی: Samois-sur-Seine) یک کمون در بخش سن-ا-مرن در ناحیه ایل-دو-فرانس در شمال مرکزی فرانسه است و در نزدیکی فونتن‌بلو قرار دارد.

## فرهنگ
یکی از پیشینه‌های فرهنگی این کمون به خاطر جانگو راینهارت که در آن جا بازنشسته شد و به افتخار او این کمون میزبان یک جشنواره جاز سالانه است. این کمون زادگاه خواننده جاز فرانسوی سیریل امه است. ساموا-سور-سن دارای یک جامعه سرزنده با یک مدرسه ابتدایی، یک بازار هفتگی، یک نانوایی، یک قصابی، دو کافه بار، چندین رستوران و هتل است. هم چنین یک اتوبوس پیوندی به شهر مجاور فونتن‌بلو و اوون دارد.

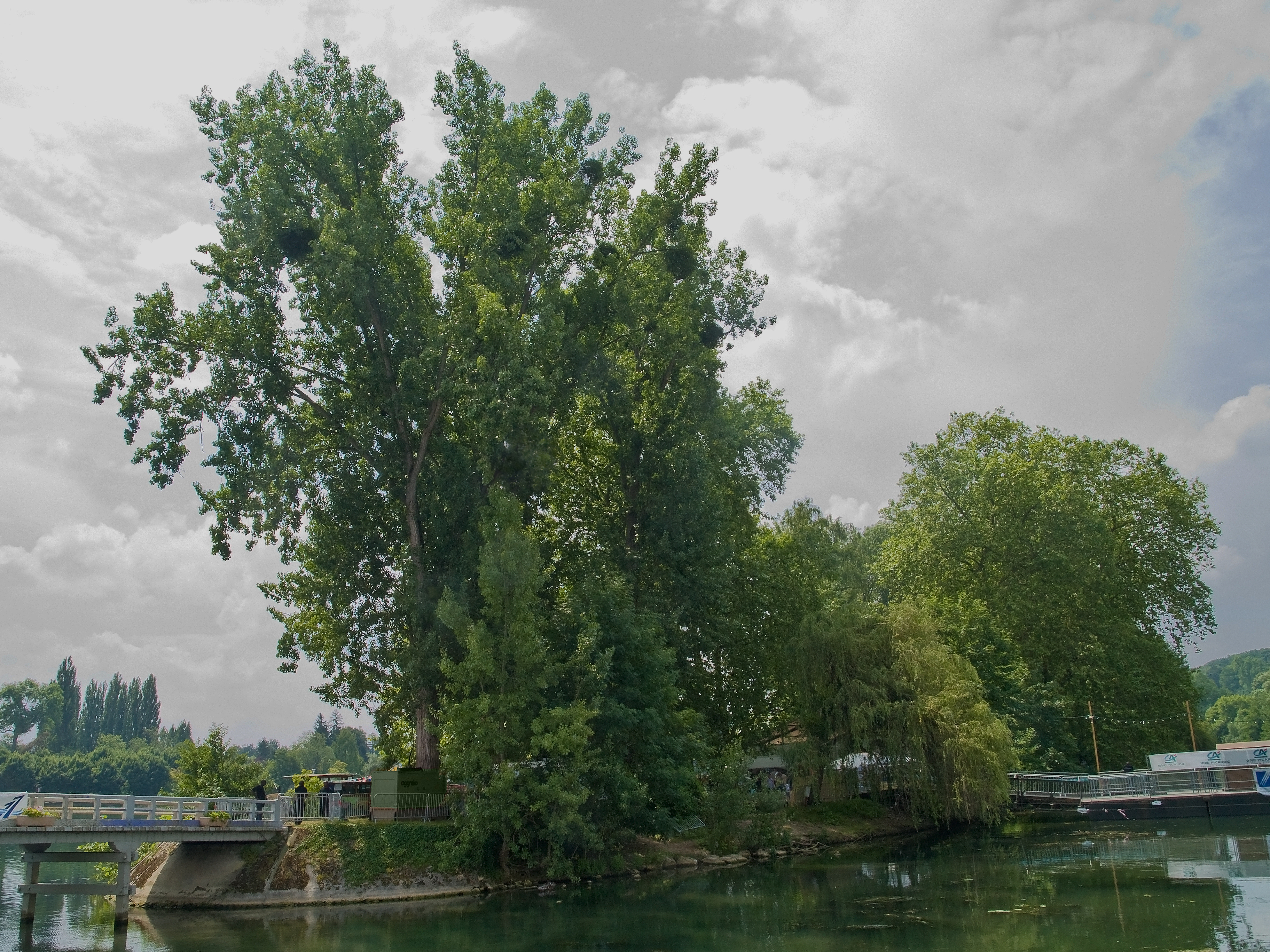
جزیره برسو، جایی که جشنواره جانگو راینهارت برگزار می‌شود

## هم چنین ببینید
- Communes of the Seine-et-Marne department